# Edgar Cayce

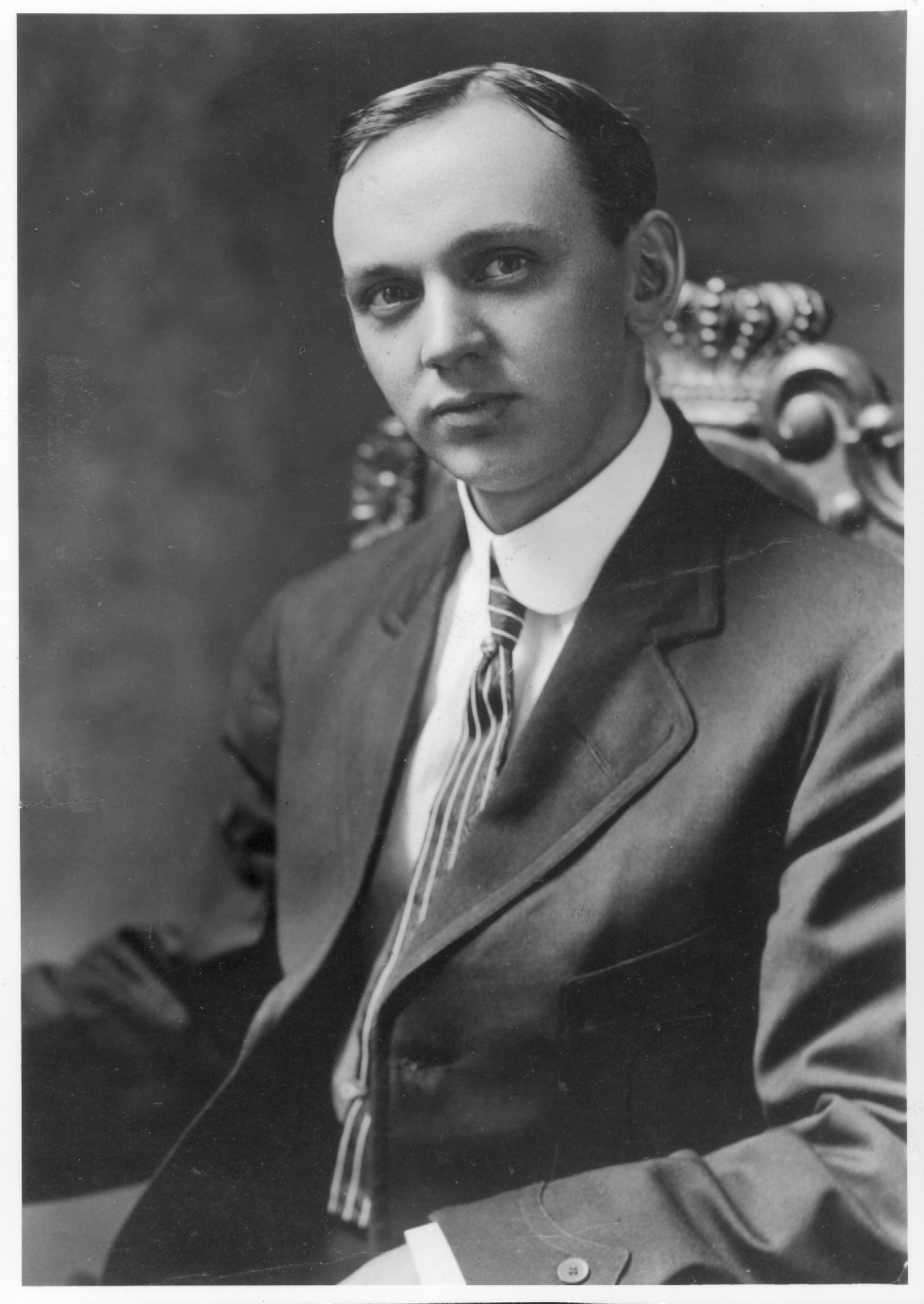
Edgar Cayce im Oktober 1910, als sein Foto auf der Titelseite der New York Times war.

Edgar Cayce (* 18. März 1877 in Hopkinsville, Kentucky, USA; † 3. Januar 1945 in Virginia Beach, Virginia, USA) war ein US-amerikanisches Medium. Cayce gab Antworten zu Fragen über Themen wie Gesundheit, Astrologie, Reinkarnation und Atlantis, während er in Trance war. Er wurde zum Ende seines Lebens als der „schlafende Prophet“ bekannt. Er arbeitete anfangs als Buchhändler und Fotograf. Seine Publikationen in englischer Sprache umfassen 300 Bände. Heute gibt es Edgar Cayce Center in den USA und 25 weiteren Ländern. Die Zentrale dieser Bewegung ist die Association for Research and Enlightenment (ARE) in Virginia Beach.

## Leben

### Herkunft und Jugend
Edgar Cayce war eines von sieben Kindern des Landwirts Leslie B. Cayce und dessen Frau Carrie.
Bereits in den jungen Jahren wollte Cayce den Menschen „helfen“. Seine Kundschaft nannte ihm dafür den Namen, Ort und Geburtsdatum eines Kranken und Cayce legte sich sodann auf ein Sofa, brachte sich selbst in Trance und begann mit Äußerungen, die die Krankheit und ihre Ursachen überraschend oft exakt dargestellt haben sollen und dann Möglichkeiten zur Heilung angaben. Eine Gehilfin notierte alles, was er unter Trance äußerte. Verstarb der Hilfesuchende während der Trancesitzung, so soll Cayce in dem Moment seines Todes folgendes geäußert haben: „Ich sehe ihn nicht mehr, er ist weg“.
Cayce war von Jugend auf ein sehr gläubiger Mensch. Seine Mitteilungen unter Trance widersprachen teils seiner religiösen Überzeugung. Auf solche Diskrepanzen hingewiesen reagierte er irritiert.

### „Parapsychologischer Diagnostiker“
Cayce wurde zu Lebzeiten als „Prophet“, Mystiker, Seher und als hellsichtig bezeichnet. Auf seiner Visitenkarte stand die Bezeichnung psychic diagnostician (sinngemäß: „parapsychologischer Diagnostiker“). Um zu „channeln“, also Botschaften von einer „höheren Ebene“ zu erhalten, begab er sich liegend in einen Trancezustand. Ihm wurden Fragen von Ratsuchenden gestellt, die gewöhnlich nicht mit im Raum waren. Am Beginn von Cayces Karriere als Medium ging es ausschließlich um Fragen zu Gesundheit und Krankheit. Später bezog er Antworten auf Fragen nach früheren Leben und Karma mit ein. Cayce wollte mit seinen Antworten nach eigener Aussage den Ratsuchenden helfen, ein „besseres Leben“ zu führen. Außerdem rief er dazu auf, seine Aussagen zu prüfen, statt sie als unumstößliche Wahrheit anzusehen. Cayce wurden von seinen Anhängern auch die Fähigkeiten des Wahrsagens, der Kontaktaufnahme mit Verstorbenen und des Aurasehens zugeschrieben.

### Ehe und Familie
Cayce war ab 1903 mit Gertrude Evans verheiratet. Sie hatten die Kinder Hugh Lynn Cayce (1907–1982), Milton Porter Cayce (*/† 1911) und Edgar Evans (1918–2013).

## Themen und Aussagen
Cayce begab sich innerhalb von 43 Jahren zwischen 1901 und 1944 schätzungsweise rund 25.000 bis 30.000 mal in Trance; seine Antworten nannte er readings (Lesungen). Bis 1923 wurden die meisten Antworten nicht aufgezeichnet. Derzeit sind rund 14.000 readings verfügbar. Cayce gab an, sich nach einer Trancesitzung nicht mehr an das erinnern zu können, was er gesagt habe. Er erhalte die Informationen über das Unbewusste, das seinem Bewusstsein nicht zugänglich sei. Ab 1923 zeichnete eine Sekretärin die readings auf und Cayces Frau Gertrude Evans leitete die Sitzungen.
Themen der erhaltenen Aufzeichnungen sind unter anderem:
- Ursprung und Schicksal der Menschheit

„Alle Seelen wurden am Anfang erschaffen und finden nun ihren Weg dahin zurück, von wo sie kamen.“ Cayce glaubte, dass die Seelen mit dem Bewusstsein ihrer Einheit mit Gott geschaffen wurden. Die Erde samt ihren bekannten Grenzen wurde seiner Meinung nach als ein Ort für angemessenes spirituelles Wachstum erschaffen.
- Reinkarnation

Cayce lehrte die Existenz von Reinkarnation und Karma, allerdings als Instrumente eines liebenden Gottes. Nach Cayce ist der Sinn und Zweck von beidem, dass wir bestimmte spirituelle Lektionen gelehrt bekommen. Außerdem war er der Ansicht, dass Menschen nie als Tiere wiedergeboren wurden bzw. werden, da Tiere laut ihm eher „Gruppenseelen“ als Individualität und Bewusstsein haben. Cayce entwickelte zudem eine sehr komplexe These über die Organisation zwischen Gott und den Seelen, um Grundbedürfnisse zu erfüllen, in Bezug auf Seelen, die durch die Materie überlistet und von dieser abhängig wurden, was nach Cayce für den Lebensraum der Seele nicht geplant war. Cayces Thesen beziehen wohl die theosophischen Lehren der spirituellen Evolution mit ein.
- Astrologie

Cayce glaubte, dass unsere Seelen oder zumindest Ebenbilder unserer Seelen während ihrer diversen Inkarnationen Zeit auf anderen Planeten verbrachten. Dies nahm er als Begründung dafür, dass die Planeten und ihre Position bei der Geburt eines Menschen Einfluss auf diesen hätten.
- Jesus und Christus

Gemäß der Neugeist-Bewegung unterschied Cayce zwischen Jesus und Christus. Jesus sei eine normale Seele, die mehrmals inkarnierte (und viele Fehler machte). Christus ist ein Zustand, den Jesus erreicht habe und den auch wir anstreben sollten. Deswegen bezeichnete Edgar Cayce Jesus oft als unseren älteren Bruder.
- Unbekanntes Leben Jesu

Cayce präsentierte Erzählungen von früheren Inkarnationen Jesu, die eine Figur aus Atlantis namens Amilius als auch biblische Personen wie Adam, Henoch, Melchisedek, Josua, Asaf und Jehoschua enthielten. Außerdem beschrieb er Jesus als einen Essener, der in seiner Jugend unter anderem auch nach Indien reiste, um die dortigen Religionen zu studieren.
- Körper, Geist und Seele

Cayce berief sich oft auf diese drei Begriffe oder ihre Synonyme, um die menschliche Beschaffenheit zu beschreiben. „Die Seele ist das Leben. Der Geist ist der Bauherr. Die Physis ist das Resultat.“ Dieses Konzept hat seine Anwendung nicht nur bei der Ganzheit, sondern auch im spirituellen Leben.
- Meditation

Neben besonderen Meditationstechniken lehrte Cayce insbesondere das Öffnen göttlicher Einflüsse. In seinen Bänden The Search For God (Die Suche Nach Gott) schrieb er: „Durch unsere Gebete sprechen wir zu Gott. In der Meditation spricht Gott zu uns.“ Cayces Konzept der Meditation enthielt einige Aspekte aus dem Hinduismus und dem Buddhismus, ähnelte aber mehr den christlichen Versionen der Neugeist-Bewegung.
- Außersinnliche Wahrnehmung

Cayce akzeptierte psychische Experimente und außersinnliche Wahrnehmung als natürliches Nebenprodukt des Seelenwachstums. Nach ihm spricht Gott in Träumen oder durch Intuition zu uns. Trotzdem hielt Cayce wenig von Spiritismus und Channelling. Er förderte lieber Personen, die den Fokus ihrer Suche auf Jesus richteten.
- Atlantis

In seinen Readings behauptete Cayce, dass Atlantis existierte. Er beschrieb es als einen großen Kontinent mit fortschrittlicher Technik, der vor ca. 10 Millionen Jahren von den ersten Menschen der Erde besiedelt wurde. Seine Beschreibung hat viel mit den Theorien von Ignatius Donnelly gemeinsam. Nach Cayce war die Gesellschaft von Atlantis in zwei Hauptrassen geteilt. So gab es laut Cayce eine Rasse namens Söhne der Gesetze des Einen (Sons of the Law of One) und eine Rasse mit dem Namen Söhne des Belial. Viele Menschen von heute seien Reinkarnationen von Seelen aus Atlantis. Er selbst hielt sich für einen reinkarnierten Ägypter. Außerdem postulierte Cayce, dass es einen blauen Heilstein atlantischen Ursprungs gäbe, der auf einer Insel in der Karibik zu finden sei.

## Kritik
Cayces Kritiker bemängelten, dass seine Aussagen meistens aus Anekdoten und Erlebnisberichten bestehen würden und nichts davon wissenschaftlich belegbar sei. Auf Kritik stieß auch sein Eintreten für verschiedene Formen der Alternativmedizin, die von Gegnern oft als Quacksalberei bezeichnet wurden. Auch seine Anhänger geben zu, dass Cayce manchmal unkonkrete Aussagen machte und mitunter auch völlig daneben lag. Seine Söhne Hugh Lynn und Edgar Evans waren sogar die Mitherausgeber eines Buchs mit dem Titel Outer Limits of Edgar Cayce's Power, in dem einige Irrtümer ihres Vaters genau beschrieben werden.
Eine der deutlichsten Fehlaussagen war seine Voraussage, dass 1933 ein „gutes Jahr“ sein werde, während es das nicht einmal in den USA war (wenngleich im Jahr 1933 der New Deal durch Franklin D. Roosevelt eingeführt wurde, der allmählich eine Verbesserung mit sich brachte). Eine andere Voraussage besagte, dass China eines Tages „die Wiege des im Alltag angewandten Christentums“ sein werde, was sich zumindest bis zum jetzigen Zeitpunkt nicht ansatzweise bestätigt hat. Seine Anhänger verweisen darauf, dass Cayce dagegen die Great Depression, ein nichtkommunistisches Russland und den Frieden von 1945 vorausgesagt habe.
Kritik kam auch von Seiten konservativer Protestanten und Katholiken, die die Idee der Reinkarnation entschieden ablehnen. Von kirchlicher Seite wird auch bezweifelt, dass Menschen über übernatürliche Fähigkeiten verfügen können. Cayces Geschichtsbild ist mit der heutigen Wissenschaft teilweise unvereinbar. Anhänger versuchen noch heute, seine Ansichten offensichtlich zu vermarkten. Die Zentrale in Virginia Beach wird sehr autoritär geführt. In der sogenannten New-Age-Bewegung hat er fast den Status eines Propheten.

## Posthum
Heutzutage werden Cayce und seine Werke vor allem in den USA und in Kanada rezipiert. In 25 Ländern gibt es Edgar-Cayce-Zentren. Die Association for Research and Enlightenment Inc. (ARE) wurde 1947 gegründet. Ihren Hauptsitz hat sie in Virginia Beach, USA.

## Publikationen
- Bericht vom Ursprung und Bestimmung des Menschen. Verlag: Goldmann (1999) ISBN 3-442-11804-2
- Die Heilgeheimnisse des schlafenden Propheten. Verlag: Goldmann Wilhelm GmbH (1998) ISBN 3-442-12251-1
- Die tausend Leben deiner Seele. Verlag: Goldmann (1993) ISBN 3-442-12107-8
- Du weißt, wer du warst. Verlag: Goldmann (November 2000) ISBN 3-442-12085-3
- mit H. B. Puryear: Über Sexualität und Erleuchtung. Verlag: Goldmann; Auflage: 2. Auflage (1989) ISBN 3-442-11877-8
- Die Geheimnisse des Universums und wie wir sie uns zunutze machen können. Verlag: Goldmann Wilhelm GmbH (1998) ISBN 3-442-12103-5
- Die Geheimnisse des Bewusstseins. Verlag: Goldmann Wilhelm GmbH (1998) ISBN 3-442-12102-7
- Suche nach Gott Band 1: Verlag: Synergia (2013) ISBN 3-9810894-3-X
- Suche nach Gott Band 2: Verlag: Synergia (2013) ISBN 3-9810894-4-8

## Trivia
Das Pokémon Abra wurde in der japanischen Version(ケーシィCasey) nach Edgar Cayce benannt.